# 新加坡-剑桥普通教育证书高级水准
新加坡剑桥普通教育高级程度证书（A水准）（英語：Singapore-Cambridge General Certificate of Education Advanced Level (GCE A-Level)，马来语：Peringkat Lanjutan）考试由新加坡教育部（MOE）、新加坡考试与评鉴局（SEAB）和剑桥大学考试委员会（UCLES）共同合作，每年在新加坡举办一次。 因为考试由MOE和UCLES共同合作，所以新加坡A水准考试与国际版本的A水准考试不完全相同。A水准证书受到国际的认可，并且得到各大学和用人单位的一致赞赏，这允许新加坡学生获得前往本地和海外大学继续学习的机会。